# 和声と創意の試み

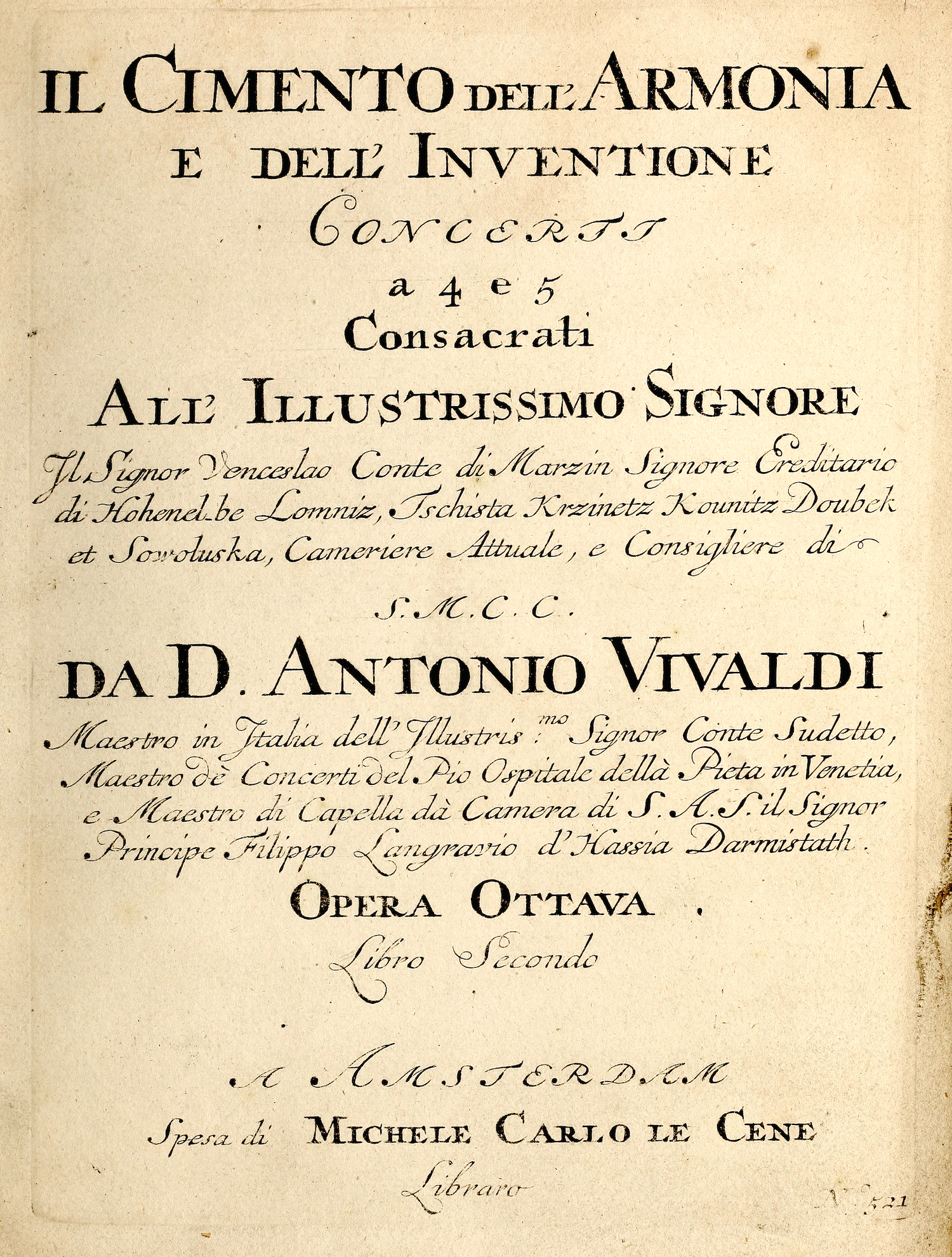
作品８『和声と創意の試み』初版第2巻の表紙（1725年）

『和声と創意の試み』（わせいとそういのこころみ、イタリア語: Il cimento dell'armonia e dell'inventione）作品8は、イタリアの作曲家アントニオ・ヴィヴァルディが作曲し、1725年までにアムステルダムの出版社ミシェル＝シャルル・ル・セーヌ社から出版されたヴァイオリン協奏曲集、ほぼ同時期にパリからも出版されている。『和声と創意への試み』、『和声とインヴェンションへの試み』とも表記される。ヴィヴァルディのパトロンであったボヘミアの貴族、ウエンツェル・フォン・モルツィン伯爵へ献呈されている。

## 概説
ヴィヴァルディの最も有名な曲である『四季』を含んだ曲集で、1724年から1725年頃にオランダ、アムステルダムの出版社ル・セーヌから6曲ずつ2巻に分けて出版された。曲集はボヘミアの貴族、ウエンツェル（ウェンツェラス）・フォン・モルツィン伯爵 (Wenzel (Wenceslas) von Morzin 1676-1737) へ献呈されている。モルツィン伯は神聖ローマ帝国皇帝カール6世の廷臣で、ハイドンの最初の雇用者であるカール・フォン・モルツィン伯爵（Karl von Morzin）の親戚だった。
ヴィヴァルディは1724年からモルツィン伯の「イタリアの音楽のマエストロ(maestro di musico in Italia)の肩書でモルツィン伯の庇護を受け、俸給を受け取っていた。この肩書はヴィヴァルディがモルツィン伯へ定期的に楽曲を提供することと、伯爵がヴェネツィアを訪問した際に、伯爵の楽団の世話を担うことを示していると考えられる。曲集はアムステルダムでの出版直後に、フランス、パリの出版社マダム・ボワヴァンとル・クレール兄弟からも出版されている。
ル・セーヌは作品3の『調和の霊感』から作品7の『12の協奏曲』までを出版したエティエンヌ・ロジェの娘婿で、ロジェが1722年に死去したのちその事業を引き継いでいる。作品7から出版間隔が開いているのは、作品7にロジェ及び出版責任者のジャンヌが自前で用意した曲を勝手に水増しして出版したためと推測されている。ヴィヴァルディは前年の1724年11月に、ピエモンテの貴族カルロ・ジャチント・ロエロ伯爵への手紙の中で、24曲の協奏曲の予約販売を持ち掛けており、これはテレマンと同様に出版社を介さずに自作の販売を行おうとしたものと考えられるが、ヴィヴァルディの試みは挫折し、結局はロジェの後を継いだル・セーヌから曲集の出版を行うことになった。

## 構成
以下の12曲から構成される。
- 協奏曲 第1番 ホ長調 RV 269『春』 - 『四季』
- 協奏曲 第2番 ト短調 RV 315『夏』 - 『四季』
- 協奏曲 第3番 ヘ長調 RV 293『秋』 - 『四季』
- 協奏曲 第4番 ヘ短調 RV 297『冬』 - 『四季』
- 協奏曲 第5番 変ホ長調 RV 253『海の嵐』
- 協奏曲 第6番 ハ長調 RV 180『喜び』
- 協奏曲 第7番 ニ短調 RV 242『ピゼンデル氏のために』
- 協奏曲 第8番 ト短調 RV 332
- 協奏曲 第9番 ニ短調 RV 236 (ヴァイオリン) / RV 454 (オーボエ)
- 協奏曲 第10番 変ロ長調 RV 362『狩』
- 協奏曲 第11番 ニ長調 RV 210
- 協奏曲 第12番 ハ長調 RV 178 (ヴァイオリン) / RV 449 (オーボエ)